# Верунич
Верунич (хорв. Verunić) — населений пункт у Хорватії, у Задарській жупанії у складі громади Сали.

## Населення
Населення за даними перепису 2011 року становило 40 осіб.
Динаміка чисельності населення поселення:

## Клімат
Середня річна температура становить 15,70 °C, середня максимальна – 26,50 °C, а середня мінімальна – 3,98 °C. Середня річна кількість опадів – 827 мм.
| Клімат поселення                              | Клімат поселення | Клімат поселення | Клімат поселення | Клімат поселення | Клімат поселення | Клімат поселення | Клімат поселення | Клімат поселення | Клімат поселення | Клімат поселення | Клімат поселення | Клімат поселення | Клімат поселення |
| Показник                                      | Січ.             | Лют.             | Бер.             | Квіт.            | Трав.            | Черв.            | Лип.             | Серп.            | Вер.             | Жовт.            | Лист.            | Груд.            |                  |
| Середній максимум, °C                         | 12,57            | 12,50            | 14,13            | 17,33            | 22,34            | 26,48            | 26,50            | 26,33            | 21,88            | 18,73            | 14,85            | 11,58            |                  |
| Середня температура, °C                       | 8,28             | 8,24             | 9,87             | 13,06            | 18,08            | 22,22            | 24,62            | 24,48            | 20,01            | 16,85            | 12,98            | 9,69             |                  |
| Середній мінімум, °C                          | 4,03             | 3,98             | 5,60             | 8,81             | 13,82            | 17,95            | 22,73            | 22,58            | 18,13            | 14,98            | 11,09            | 7,82             |                  |
| Норма опадів, мм                              | 70               | 59               | 59               | 63               | 57               | 53               | 29               | 50               | 94               | 103              | 102              | 88               |                  |
| Середньомісячна швидкість вітру, м/с          | 2.99             | 3.12             | 3.29             | 3.10             | 2.70             | 2.52             | 2.52             | 2.42             | 2.62             | 2.81             | 3.41             | 3.23             |                  |
| Середньомісячна сонячна радіація, кДж/м²·день | 4956             | 7760             | 11485            | 16344            | 20872            | 22919            | 24582            | 21290            | 15596            | 9988             | 5398             | 4216             |                  |
| --------------------------------------------- | ---------------- | ---------------- | ---------------- | ---------------- | ---------------- | ---------------- | ---------------- | ---------------- | ---------------- | ---------------- | ---------------- | ---------------- | ---------------- |
| Джерело:                                      |                  |                  |                  |                  |                  |                  |                  |                  |                  |                  |                  |                  |                  |